# Спрейберри, Эллери
Эллери Спрейберри (англ. Ellery Sprayberry; род. 26 октября 2000, Хьюстон, Техас) — американская актриса. Она наиболее известна своими ролями в фильмах «Во всём виноват енот», «Баскетс», «Бронза» и «Молодые и дерзкие».

## Биография
Спрейберри родилась и выросла в Хьюстон, штат Техас, вместе со своим братом Дилан Спрейберри. Она начала сниматься в возрасте шести лет после того, как вместе с братом её попросили пройти прослушивание для рекламных роликов и моделей для печати. Оба ребёнка переехали в Лос-Анджелес со своими родителями в 2006 году, чтобы продолжить свою карьеру.

## Фильмография

### Кино
| Год  | Русское название                        | Оригинальное название           | Роль                  |
| ---- | --------------------------------------- | ------------------------------- | --------------------- |
| 2008 | Футбольная мама                         | Soccer Mom                      | Келчи Хэндлер         |
| 2009 | Приманка                                | The Honeysting                  | Кэти Уайлдер          |
| 2009 | Связанный секретом                      | Bound by a Secret               | Лила                  |
| 2010 | Шрек навсегда                           | Shrek Forever After             | группа АДР            |
| 2010 | Спальни                                 | Bedrooms                        | Дейзи                 |
| 2011 | Ледниковый период: Гигантское Рождество | Ice Age: A Mammoth Christmas    | Дополнительные голоса |
| 2012 | Комната бабочек                         | The Butterfly Room              | Джули                 |
| 2013 | Голодные игры: И вспыхнет пламя         | The Hunger Games: Catching Fire | группа АДР            |
| 2014 | Крик бабочки                            | Cry of the Butterfly            | Катя                  |
| 2015 | Блинный замок                           | Pancake Castle                  | Джоди                 |
| 2015 | Клуб Завтрак                            | The Breakfast Club              | Джейд                 |
| 2015 | Бронза                                  | The Bronze                      | Подростковая надежда  |
| 2016 | Пинки                                   | Pinky                           | Шари                  |
| 2016 | Во всём виноват енот                    | Wakefield                       | Жизель                |
| 2017 | атомный                                 | Atomic                          | Гвен                  |
| 2017 | Цирк Сэм                                | Circus Sam                      | Алиса                 |
| 2018 | Кошмар отца                             | A Father's Nightmare            | Кэти                  |

### Телевидение
| Год  | Русское название                  | Оригинальное название      | Роль            |
| ---- | --------------------------------- | -------------------------- | --------------- |
| 2007 | Доктор Хаус                       | House                      | девочка         |
| 2007 | Частная практика                  | Private Practice           | Саша            |
| 2007 | C.S.I.: Место преступления Майами | CSI: Miami                 | Меган Ламберт   |
| 2007 | Путешественник                    | Journeyman                 | Кэролайн Вассер |
| 2008 | Мыслить как преступник            | Criminal Minds             | Челси Робинсон  |
| 2009 | Братья и сёстры                   | Brothers & Sisters         | Девочка         |
| 2009 | Мёртвые до востребования          | Pushing Daisies            | Молодая Оливка  |
| 2009 | Забытые                           | The Forgotten              | Клэр Морс       |
| 2009 | Менталист                         | The Mentalist              | Гейл Хайнс      |
| 2010 | Событие                           | The Event                  | Эбби Стерн      |
| 2011 | Плащ                              | The Cape                   | Блондинка       |
| 2011 | Молодые и дерзкие                 | The Young and the Restless | Пайпер Уэлч     |
| 2012 | Шоу Джоуи и Элизы                 | The Joey & Elise Show      | Сама / Актриса  |
| 2013 | Вернуться в игру                  | Back in the Game           | Даника          |
| 2015 | Мой мальчик                       | About A Boy                | Бекки           |
| 2016 | Баскетс                           | Baskets                    | Келли           |
| 2017 | Волчонок                          | Teen Wolf                  | Тирни           |